# Organo della chiesa di San Giovanni Battista a Fezzano

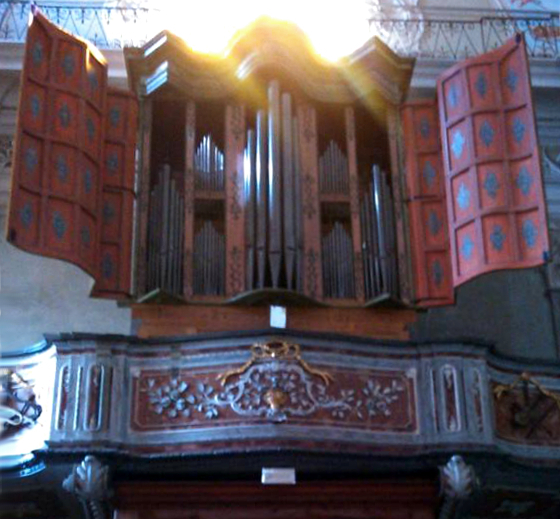
L'organo della chiesa di San Giovanni Battista a Fezzano.

Con organo della chiesa di San Giovanni Battista ci si riferisce a un organo a canne monumentale presente a Fezzano, frazione di Portovenere.

## Storia
L'organo venne costruito da Filippo Piccaluga intorno al 1750 e fu inizialmente destinato alla chiesa di San Filippo Neri a Genova. Secondo alcuni documenti del tempo pare che lo strumento, in origine, disponesse di due manuali e avesse il principale da 16'. Nel 1793 venne acquistato per 1.800 lire genovesi dalla parrocchia di Fezzano, dove giunse l'anno seguente. Il trasporto, il rimontaggio e l'adattamento furono curati da Angelo Luigi Ciurlo.
Diversi interventi di manutenzione si susseguirono nel corso degli anni finché lo strumento venne pesantemente modificato nel 1907 dall'organaro Luigi Tognotti di Torino, il quale alterò radicalmente la concezione originaria cambiando la disposizione fonica, sostituendo l'intera consolle, la meccanica, i mantici, i somieri e parecchie canne.
Nel 2006, grazie alla Fondazione Cassa di Risparmio della Spezia, alla Conferenza Episcopale Italiana, al comune di Portovenere e alla proloco di Fezzano, l'organo venne restaurato filologicamente dalla ditta Dell'Orto e Lanzini di Dormelletto, la quale preservò il materiale fonico antico e ricostruì quello andato perduto, cercando di riportare lo strumento alle sue condizioni originarie del XVIII secolo. La cassa, unico elemento storico certo, venne restaurata da Piero Donati di Pietrasanta. Il concerto inaugurale si tenne il 15 dicembre 2006.

## Caratteristiche tecniche
L'organo si trova su una cantoria posta in controfacciata, decorata con fregi e strumenti musicali realizzati a bassorilievo. Il prospetto, costituito da canne di principale in stagno, è suddiviso in cinque campate secondo lo schema 7-9-7-9-7. Le parti superiori della seconda e la quarta campata sono costituite da organetti morti in schema 7-7. La cassa curvilinea, realizzata a metà del XVIII secolo da un autore anonimo, si ispira a quella dell'organo della basilica di Santa Maria Assunta a Genova. Come quest'ultimo, inoltre, l'organo è dotato di due portelle laterali dipinte di forma concava-convessa.
La consolle di Luigi Tognotti, realizzata nel 1907 in sostituzione di quella originale, comprendeva un manuale da 58 tasti con estensione Do1-La5 e una pedaliera non indipendente da 17 tasti con estensione Do1-Mi2. I registri erano azionabili mediante tiranti disposti orizzontalmente in fila sopra il manuale. Un pedalone, accanto alla pedaliera, attivava il ripieno. La disposizione fonica era la seguente:
| Manuale            |
| Contrabasso        |
| Flauto bassi       |
| Ottava bassi       |
| Ottava soprani     |
| Unda maris soprani |
| Decimaquinta       |
| Decimanona         |
| Vigesimaseconda    |
| Vigesimasesta      |
| Vigesimanona       |
| Flauto soprani     |
| Viola bassi        |
| Tromba soprani     |
| Tromba bassi       |
| Principale soprani |
| Principale bassi   |
| Violino            |

| Pedale                         |
| Costantemente unito al manuale |

Dopo il restauro del 2006, invece, la consolle dispone di due manuali da 51 note ciascuno con estensione Do1-Re5. I tasti diatonici sono in ebano mentre quelli cromatici sono ricoperti d'osso. I registri sono azionabili mediante tiranti a pomolo disposti verticalmente alla destra e alla sinistra dei manuali. La pedaliera è dritta, indipendente e dispone di 27 note (Do1-Re3). Il temperamento è il Werckmeister III e la disposizione fonica, ricostruita prendendo come modello alcuni organi di scuola ligure coevi, è la seguente:
| Manuale inferiore - Grand'organo |          |
| Principale                       | 8'       |
| Ottava                           | 4'       |
| Decimaquinta                     | 2'       |
| Mistura                          | IV file  |
| Flauto                           | 8'       |
| Cornetto soprani                 | III file |

| Manuale superiore - Organo piccolo |         |
| Flauto stoppo                      | 8'      |
| Principale                         | 4'      |
| Flauto                             | 4'      |
| Nazardo                            | 2' 2/3  |
| Flauto in selva                    | 2'      |
| Terza                              | 1' 3/5  |
| Cimbalo                            | II file |

| Pedale   |     |
| Subbasso | 16' |
| Trombone | 16' |

| Accessori    |
| Unione I-II  |
| Unione I-Ped |